# Шагр-Аб (Марказі)
Шагр-Аб (перс. شهراب) — село в Ірані, у дегестані Куг-Панаг, в Центральному бахші, шагрестані Тафреш остану Марказі. За даними перепису 2006 року, його населення становило 471 особу, що проживали у складі 177 сімей.

## Клімат
Середня річна температура становить 10,73°C, середня максимальна – 30,29°C, а середня мінімальна – -11,21°C. Середня річна кількість опадів – 236 мм.
| Клімат поселення                              | Клімат поселення | Клімат поселення | Клімат поселення | Клімат поселення | Клімат поселення | Клімат поселення | Клімат поселення | Клімат поселення | Клімат поселення | Клімат поселення | Клімат поселення | Клімат поселення | Клімат поселення |
| Показник                                      | Січ.             | Лют.             | Бер.             | Квіт.            | Трав.            | Черв.            | Лип.             | Серп.            | Вер.             | Жовт.            | Лист.            | Груд.            |                  |
| Середній максимум, °C                         | 5,74             | 6,86             | 11,22            | 17,62            | 22,69            | 28,80            | 30,29            | 29,68            | 25,36            | 18,86            | 11,95            | 6,68             |                  |
| Середня температура, °C                       | −2,74            | −1,62            | 2,74             | 9,15             | 14,23            | 20,33            | 24,26            | 23,65            | 19,34            | 12,82            | 5,92             | 0,65             |                  |
| Середній мінімум, °C                          | −11,21           | −10,09           | −5,74            | 0,66             | 5,74             | 11,85            | 18,23            | 17,62            | 13,30            | 6,79             | −0,09            | −5,38            |                  |
| Норма опадів, мм                              | 32               | 33               | 45               | 34               | 29               | 4                | 1                | 1                | 0                | 8                | 20               | 29               |                  |
| Середньомісячна швидкість вітру, м/с          | 1.17             | 1.83             | 2.71             | 2.68             | 2.41             | 2.24             | 2.24             | 2.16             | 2.09             | 1.96             | 1.80             | 1.15             |                  |
| Середньомісячна сонячна радіація, кДж/м²·день | 9298             | 12330            | 14913            | 18337            | 22291            | 26794            | 26081            | 24004            | 20897            | 15473            | 11044            | 9055             |                  |
| --------------------------------------------- | ---------------- | ---------------- | ---------------- | ---------------- | ---------------- | ---------------- | ---------------- | ---------------- | ---------------- | ---------------- | ---------------- | ---------------- | ---------------- |
| Джерело:                                      |                  |                  |                  |                  |                  |                  |                  |                  |                  |                  |                  |                  |                  |